# Ézanville
Ézanville egy község Franciaországban. Lakosainak száma 9789 fő (2022. január 1.).

## Földrajza
Ézanville Attainville, Domont, Écouen, Le Mesnil-Aubry, Moisselles és Piscop községekkel határos.